# Абаканово (Кадуйський район)
Абаканово рос. Абаканово — присілок в Кадуйського районі Вологодської області Росії.

## Географія
Відстань до районного центру Кадуй по автодорозі — 50 км, до центру муніципального освіти села Нікольського по прямій — 17 км. Найближчі населені пункти - Лебенець, Лог, Максинське, Сенінська, Старина.

## Історія
З 1 січня 2006 року по 8 квітня 2009 входило до Великосельского сільського поселення. Нині у складі  Нікольського сільського поселення, з точки зору адміністративно-територіального поділу — у Великосельській сільраді.

## Населення
За  переписом 2002 року населення - 10 осіб .